# روزي بوندز
روزي بوندز (بالإنجليزية: Rosie Bonds)‏ هي منافسة ألعاب القوى أمريكية، ولدت في 7 يوليو 1944.

## وصلات خارجية
- روزي بوندز على موقع الاتحاد الدولي لألعاب القوى (الإنجليزية)
- روزي بوندز على موقع أوليمبيديا (الإنجليزية)